# Aisha Al-Balushi
Aisha Al-Balushi (ur. 23 stycznia 1992 roku) – sztangistka ze Zjednoczonych Emiratów Arabskich, reprezentująca kraj na konkursach międzynarodowych, uczestniczka igrzysk olimpijskich w Rio de Janeiro.

## Kariera

### Mistrzostwa świata
W czasie mistrzostw w 2010 roku rozgrywanych w Turcji podniosła łącznie 103 kg i zajęła 27. miejsce.
Na mistrzostwach świata w 2014 roku w Ałmaty spaliła wszystkie trzy próby w rwaniu, w podrzucie zaliczając 86 kg, kończąc na 29. miejscu.

### Igrzyska olimpijskie
Brała udział w igrzyskach w Rio jako jedna z czterech kobiet w reprezentacji olimpijskiej. W kategorii do 58 kg podniosła łącznie 162 kg (72 kg w rwaniu i 90 w podrzucie), zajmując 16. miejsce w końcowej klasyfikacji.

### Gry Arabskie
Zdobyła złoty medal na Grach Arabskich w 2011 roku, jednak została złapana przy użyciu leków zwiększających wydajność i odebrano jej medal. Od tej pory nie przyznano brązowego medalu.